# Anomala infantilis
Anomala infantilis är en skalbaggsart som beskrevs av Gilbert John Arrow 1911. Anomala infantilis ingår i släktet Anomala och familjen Rutelidae. Inga underarter finns listade i Catalogue of Life.